# Tuira (suuralue)

Tuira na planie Oulu

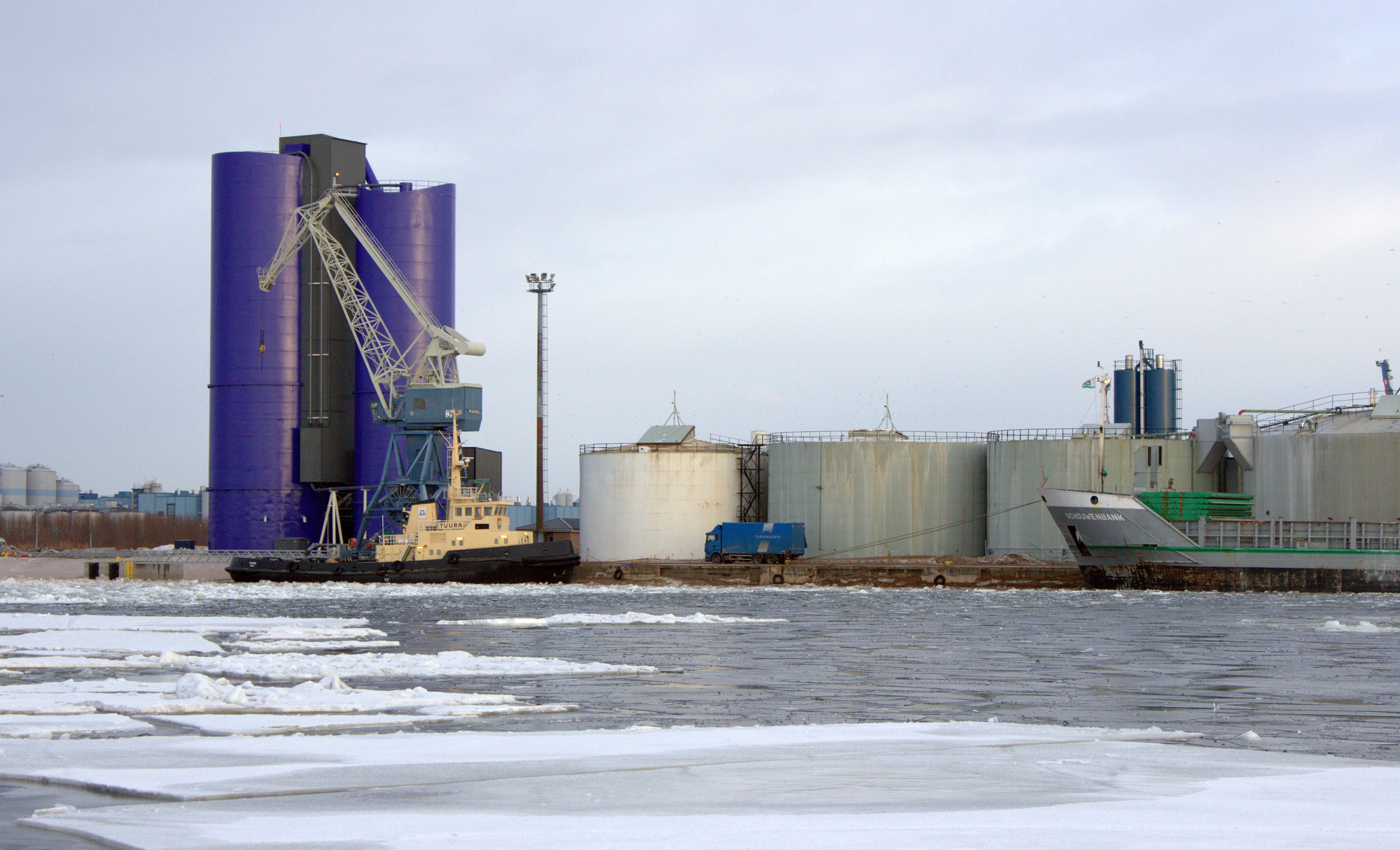
Przystań na Vihreäsaari, część Portu w Oulu

Tuira – jedna z 23 jednostek podziału administracyjnego fińskiego miasta Oulu, znajdującego się w regionie Ostrobotnia Północna. Jednostki te noszą nazwę suuralue, co można przetłumaczyć jako duża dzielnica.

## Dzielnica
W skład Tuiry wchodzi 6 dzielnic: Pikisaari, Koskikeskus, Tuira, Vihreäsaari, Hietasaari oraz Toppilansaari. Trzy ostatnie są jednocześnie wyspami.
| Nr  | Dzielnica     | Liczba mieszkańców (31.12.2022) |
| --- | ------------- | ------------------------------- |
| 050 | Pikisaari     | 208                             |
| 051 | Koskikeskus   | 604                             |
| 052 | Tuira         | 7479                            |
| 054 | Vihreäsaari   | 0                               |
| 055 | Hietasaari    | 64                              |
| 056 | Toppilansaari | 1905                            |
| 8   | Razem         | 10 260                          |